# A Privataria Tucana
A Privataria Tucana é um livro de autoria do jornalista brasileiro Amaury Ribeiro Júnior, ex-repórter especial da revista Isto É e do cotidiano O Globo e ganhador de diversos prêmios Esso de jornalismo. O título do livro ("privataria") é um neologismo que combina privatização à pirataria, criado pelo jornalista Elio Gaspari, e "Tucano" é um apelido comum dado a membros do PSDB, a partir de um dos símbolos do partido, o pássaro tucano.

## Sinopse
O livro, resultado de 12 anos de investigação sobre as "privatizações no Brasil", destaca documentos que apresentam indícios e evidências de irregularidades nas privatizações que ocorreram durante a administração do ex-presidente Fernando Henrique Cardoso, do PSDB, além de amigos e parentes de seu companheiro de partido, José Serra. Os documentos procuram demonstrar que estes políticos e pessoas ligadas a eles realizaram, entre 1993 e 2003, movimentos de milhões de dólares, lavagem de dinheiro através de offshores - empresas de fachada que operam em Paraísos Fiscais - no Caribe.
Privataria Tucana contém cerca de 140 páginas de documentos fotocopiados que evidenciam que o então Ministro do Planejamento e futuro Ministro da Saúde de Fernando Henrique Cardoso (PSDB), José Serra, recebeu propina de empresários que participaram dos processos de privatização no Brasil.
O autor revela que iniciou as investigações sobre lavagem de dinheiro quando fazia uma reportagem sobre o narcotráfico, a serviço do Correio Braziliense (CB). Depois de sofrer um atentado, foi transferido para o jornal Estado de Minas, do mesmo grupo do CB, e lá incumbido de investigar uma suposta rede de espionagem mantida por José Serra.
As denúncias do livro citam uma série de casos em que propinas teriam sido pagas a Ricardo Sérgio de Oliveira e outras pessoas ligadas a José Serra em troca de benefícios pessoais.

### Suposta propina de Jereissati, comprador da Telemar[9]
O livro mostra que uma empresa de Ricardo Sérgio de Oliveira, ex-diretor da área internacional do Banco do Brasil e amigo de Serra, recebeu 410 mil dólares de outra empresa chamada Infinity Trading. Essa offshore das Ilhas Cayman, depositou os 410 mil dólares em favor da empresa Franton Interprise, no MTB Bank, de Nova York. Oliveira é o dono da Franton, e o empresário cearense Carlos Jereissati, proprietário da Infinity. A transferência foi feita dois anos depois do leilão em que um grupo controlado por Jereissati arrematou o controle da antiga Telemar. Segundo um documento da Secretaria de Acompanhamento Econômico, o Grupo Jereissati é dono de uma Infinity Trading. Os 410 mil seriam propina em troca de favorecimento na compra da Telemar. Aventou-se a possibilidade de que se esteja apenas diante de duas Infinity Trading homônimas, mas isto nunca foi confirmado.
Em outro caso, publicado também na revista Veja, em 2002, uma empresa de consultoria financeira, de Ricardo Sérgio, que em 1996 faturou apenas 60 mil reais, recebeu 1,8 milhão de reais em 1999 de uma empresa de Carlos Jereissati a título de consultoria em internet, o que parece também afirmar-se como indício do pagamento de propina durante o processo de privatização.

### Comprador da Vale diz que Ricardo Sérgio lhe cobrou comissão[14]
Em outro possível caso de dinheiro ilícito ligado às privatizações, o livro relata que dois ministros de FHC disseram ter ouvido do líder do consórcio comprador da Vale que Ricardo Sérgio exigiu dele uma comissão. A história já foi capa da revista Veja.

### Ricardo Sérgio ganhou dinheiro em negócios com fundos de pensão[16]
Enquanto era diretor do Banco do Brasil com influência na gestão dos fundos de pensão estatais, o faturamento das empresas de Ricardo Sérgio cresceu muito, principalmente em negócios com os próprios fundos de pensão. Para a Previ, as empresas dele venderam um prédio por 62 milhões de reais. Da Petros, compraram dois prédios por 11 milhões de reais. Tudo isso também foi publicado na já mencionada edição da revista Veja de 2002, exceto por um dado a mais: o dinheiro da compra do prédio da Petros veio de uma offshore caribenha.

### Banco do Brasil perdoa dívida de Gregório Preciado, ex-sócio de Serra[18]
O valor exato do perdão diverge segundo a versão, mas está na casa das dezenas de milhões de reais. Depois do perdão, Preciado, mesmo falido, conseguiu representar a espanhola Iberdrola em privatizações do setor elétrico. O próprio Preciado não nega a história. A Folha de S.Paulo publicou o caso em 2002.

### Verônica Serra & Verônica Dantas
O livro traz ainda evidências de que a Verônica Serra, filha de José Serra, e Verônica Dantas, irmã do banqueiro que fora acusado por inúmeros crimes de corrupção, Daniel Dantas, usaram três empresas chamadas Decidir para trazer 5 milhões de dólares do Citibank ao Brasil pelo trajeto Miami-Caribe-São Paulo. Esta teria sido uma outra forma de pagamento de propina cujo intuito era receber favorecimento nas privatizações, já que o Citibank comprou parte da Telebras em associação com o acima citado, Daniel Dantas.
Em 2003, Verônica Serra foi indiciada pela Polícia Federal pelo crime de quebra de sigilo, o processo está lavrado na 3ª Vara Criminal de São Paulo. Em nota à imprensa, Verônica Serra desmentiu as informações do livro e apresentou certidão sobre tal processo, da Terceira Vara Criminal de São Paulo, de 23 de dezembro de 2011, onde se atesta que ela "não prestou declarações em sede policial, não foi indiciada nos referidos autos, tampouco houve oferecimento de denúncia em relação à mesma." A filha de José Serra afirmou ainda nunca ter sido indiciada ou ré em qualquer processo junto à Polícia Federal, e que abrirá processo de calúnia e difamação contra o autor do referido livro.
Mais adiante, o livro relata que o marido de Verônica Serra, Alexandre Burgeois, usou uma empresa do Caribe para injetar 7 milhões de reais em outra no Brasil. As duas empresas se chamam IConexa. As transferências não chegaram a ser comprovadas documentalmente, mas há indícios de que foram feitas por meio da compra de ações da empresa brasileira pela sua homônima caribenha: a ata de uma assembleia de acionistas da IConexa de São Paulo, assinada duas vezes por Alexandre Burgeois, sendo uma como pessoa física e outra como representante da IConexa do Caribe. Isso leva a crer que o marido de Verônica e a IConexa do Caribe eram os únicos acionistas da IConexa de São Paulo. O capital da empresa na data da assembleia era de 5,4 milhões de reais. Não há como saber qual era a porcentagem de cada sócio. Em sendo a IConexa do Caribe amplamente majoritária, é possível que tenha comprado a maior parte do capital da IConexa de São Paulo como meio de remeter o dinheiro para o Brasil. Mais tarde, o capital da IConexa de São Paulo foi aumentado para 7 milhões de reais, totalizando a soma que, segundo o livro, foi trazida do Caribe pelo marido de Verônica. Esse aumento de capital aparece em documentos da Junta Comercial, que, contudo, não mostram quem injetou o dinheiro.

### Uso de arapongas por José Serra
O livro afirma ainda que José Serra, desde o seu período à frente do Ministério da Saúde, utilizou os serviços de arapongas, pagos com dinheiro público, para criar dossiês contra adversários políticos. O grupo de Serra faria grande uso da tática da contrainteligência, isto é, manobras diversionistas, antecipação e esvaziamento de possíveis denúncias e vitimização perante a opinião pública. O livro também destaca como adversários políticos do mesmo partido praticaram guerras de espionagem e contraespionagem entre si nos bastidores, tanto no PSDB (no caso, entre José Serra e Aécio Neves no capítulo 2) como no PT (entre Fernando Pimentel e Rui Falcão no capítulo 16).

## Produção e publicação
A ideia do livro surgiu em 2009, quando Aécio e Serra disputavam acirradamente a indicação tucana para concorrer à presidência. O mineiro defendia prévias e o paulista se colocava como "o primeiro da fila". O jornal Estado de S. Paulo, articulado com José Serra, publicou um texto intitulado "Pó pará, governador?" que insinuava, já no título, que Aécio seria um cocainômano e que, portanto, não poderia sonhar com a presidência. Amaury Ribeiro Júnior já havia sido transferido para Belo Horizonte e foi incumbido pelo dono do jornal Estado de Minas, Álvaro Teixeira da Costa, de produzir reportagem em resposta a "São Paulo" (referência as mídias do estado de São Paulo polarizada com o PSDB). Amaury Ribeiro Júnior sugeriu, então, que se investigassem as privatizações, pela fragilidade que as conexões com desvio de verbas públicas provocava em Serra. A investigação o levou a encontrar as contas usadas por Ricardo Sérgio, Alexandre Bourgeois e pela filha de Serra, Verônica Serra.
Foi em ação judicial onde Amaury Ribeiro Júnior era réu que ele obteve grande parte dos documentos constantes no livro. Uma reportagem na revista "Istoé", na qual mencionava Ricardo Sergio, motivou o ex-caixa de campanha de Serra e FHC a entrar com o processo judicial contra o jornalista. Para se defender, o autor recorreu ao instrumento judicial, conhecido como "exceção da verdade", que obrigou a entrega de documentos da CPI do Banestado a Amaury Ribeiro Júnior, fato que contribuiu muito para a investigação jornalística seguir a trilha do dinheiro das privatizações que comprovam as movimentações feitas entre os envolvidos.
O autor conta que o título inicial seria "Nos Porões da Privataria"; depois pensou em "Os Privatas do Caribe", em alusão aos paraísos fiscais no Caribe, mas desistiu-se desse segundo para evitar confusão com o filme "piratas do Caribe". Foram 12 anos de produção do livro até chegar às livrarias.
A primeira edição, de 15 mil exemplares, esgotou-se no dia do lançamento, 9 de dezembro. No dia 12, a Geração Editorial decidiu reimprimir 30 mil. No dia 14 de dezembro, Luiz Fernando Emediato, da Geração Editorial, subiu para 80 mil cópias. O jornal O Estado de S. Paulo noticiou apenas no dia 15 de dezembro, depois de ampla repercussão em blogs e redes sociais. A notícia de que "(…) 15 mil exemplares vendidos em menos de uma semana, (…)" já estava defasada.

## Repercussão e comentário
Excetuando a revista CartaCapital e a Rede Record a grande imprensa brasileira ignorou o lançamento do livro até o dia 15 de dezembro. Posteriormente, a revista CartaCapital a Rede Record e diversos blog de esquerda acusaram a imprensa de ter boicotado o livro para não prejudicar José Serra. Uma defesa para o silêncio inicial foi o fato de só a revista Carta Capital ter tido acesso ao livro antes da publicação. O motivo alegado pela editora para o sigilo foi o receio de que alguma ordem judicial impedisse a publicação.
A ombudsman da Folha de S.Paulo, Suzana Singer, trouxe outro ponto que deixou de ser observado pelos que acusaram a grande imprensa de boicotar "A Privataria Tucana": o fato de durante o governo Fernando Henrique Cardoso tanto a própria Folha quanto a Veja terem dado, respectivamente, manchete e capa para denúncias relacionadas às privatizações, uma das quais presente no livro. Outras denúncias do livro foram publicadas em 2002 pela Veja ou pela Folha de S.Paulo.
De qualquer modo, o livro teve uma enorme repercussão em blogs identificados com a esquerda, e nas redes sociais. Ele provocou uma grande reação negativa do PSDB e motivou o requerimento de uma Comissão Parlamentar de Inquérito.

### Cronologia
No dia 11 de dezembro de 2011, aparece a primeira manchete sobre o livro em língua inglesa: "Boycotted by Brazil's Mainstream Media Book on Opposition's Corruption Becomes Instant Bestseller." e no dia 22 de dezembro o livro está na capa do jornal argentino Página/12.
No dia 13 de dezembro, a assim dita grande mídia continuou a ignorar o "best-seller" e o jornalista Gilberto Maringoni (Carta Maior) escreveu: " Um curioso espírito de ordem unida baixou sobre a Rede Globo, a Editora Abril, a Folha de S.Paulo, O Estado de S. Paulo e outros. Ninguém fura o bloqueio da mudez, numa sinistra brincadeira de "vaca amarela" (…) "  O jornal "Folha de S.Paulo" quebrou o seu silêncio no dia 15 de dezembro, publicando a opinião do ex-governador:

"Trata-se de uma coleção de calúnias que vem de uma pessoa indiciada pela Polícia Federal. Isso é crime organizado fingindo ser jornalismo." José Serra 
No mesmo dia, a Folha de S.Paulo publicou que: "Jornalista acusa tucanos de receber propina", que dá notícias sobre a repercussão do livro.
O jornalista Luis Nassif, classificou a obra como "A reportagem investigativa da década". Os jornalistas Luiz Carlos Azenha e Luis Fausto afirmaram que os 15 mil exemplares da 1ª edição foram esgotados no primeiro dia. O ex-presidente Fernando Henrique Cardoso chegou a cancelar um evento de autógrafos de seu novo livro de memórias, e cancelou todos seus eventos para o fim de ano, adiantando suas férias
Como medida de comparação, o livro de não-ficção mais vendido no Brasil em 2011, "Guia Politicamente Incorreto da História do Brasil", lançado em 2009 pelo jornalista Leandro Narloch, vendeu 71 mil cópias em todo o ano segundo o site Publish News.
O jornalista Paulo Henrique Amorim — conhecido ferrenho opositor do PSDB — relata em seu blog que o escritor Palmério Dória defende que o conteúdo do livro, junto ao conteúdo de seu livro O Príncipe da Privataria, seria suficiente para que figuras como José Serra e Fernando Henrique Cardoso sejam presos, a exemplo de outros ex-presidentes latino-americanos que também comandaram privatizações fraudulentas em seus países, como Alberto Fujimori do Peru, Gonzalo Sánchez de Lozada da Bolívia, Carlos Salinas de Gortari do México.
No dia 21 de dezembro, o autor do livro participou de um debate sobre "o silêncio da mídia" com o deputado federal Protógenes Queiroz (PCdoB-SP), autor do pedido de CPI sobre o tema, e o jornalista e blogueiro Paulo Henrique Amorim. Em sua edição online do mesmo dia, a revista Veja, da Editora Abril, publicou uma notícia sobre a obtenção por Protógenes, com base no livro, das assinaturas para a CPI.
No dia 23 de dezembro a matéria deixou existir naquele espaço virtual. Desde o lançamento do livro, a revista Veja, que publica semanalmente uma lista dos livros mais vendidos e comenta os sucessos populares, não fez nenhuma resenha sobre a obra e barrou a matéria online sobre os reflexos políticos que ela está provocando. O silêncio generalizado dos veículos tradicionais de comunicação — exceção feita a uma crítica no jornal Folha de S.Paulo, em 15 de dezembro — perdurou por semanas.
Passados 19 dias da chegada de "A Privataria Tucana" a livrarias do país, a publicação foi inserida na lista dos livros mais vendidos de não ficção da semana da Veja na internet, no dia 28 de dezembro.
A Globo, no caderno, Prosa & Verso, colocou o livro em primeiro lugar, seguido em segundo pelo livro, Steve Jobs - A biografia Somente no dia 28 de dezembro, que a Globo publicou comentários sobre o conteúdo do livro. Com o título "Querem impor a mordaça", Marco Antonio Villa afirma que "o panfleto de Amaury Ribeiro Júnior é apenas um produto da máquina petista de triturar reputações. Foi produzido nos esgotos do Palácio do Planalto". Nada foi comentado, no artigo, sobre as acusações de tucanos receberem propina, nem sobre a venda de 15 mil exemplares da 1ª edição do "best-seller".
Fábio de Oliveira Ribeiro, no dia 3 de janeiro de 2012, foca na "importância do capítulo 16". Ribeiro justifica a importância dizendo que o capítulo 16 "(…) mostra aos interessados (especialmente aos jornalistas) como é perigoso deixar o campo jornalístico submergir inteiramente no campo político." Ele conclui que este capítulo do livro é exemplo de "(…) um poderoso paradigma que certamente ajudará a melhorar a atuação de policiais, jornalistas e políticos nas próximas eleições presidenciais…" 
"A privataria tucana", com 120 mil exemplares vendidos, chegou ao topo da lista geral de vendas da primeira semana do ano 2012. "Steve Jobs" e "As esganadas", de Jô Soares, fecharam em segundo e terceiro lugar, respectivamente.
Amaury Ribeiro Júnior lançou o livro, no dia 18 de janeiro, no Rio de Janeiro e cerca de 300 pessoas, incluindo o deputado federal Protógenes Queiroz (PCdoB-SP) e grande número de lideranças sindicais, lotaram o auditório do Sindicato dos Bancários para o debate e a noite de autógrafos do livro.
Mais de 300 pessoas na noite de 19 de janeiro no auditório do Sindicato dos Trabalhadores nos Serviços Municipais de Curitiba, participaram do lançamento do livro no Paraná e no dia 26 de janeiro Amaury Ribeiro Júnior participou de um debate promovido pelo Sindicato dos Bancários (SindBancários) dentro da programação do Fórum Social Temático (FST), fazendo o lançamento do livro em Porto Alegre. O debate contou também com a participação do deputado federal Protógenes Queiroz (PCdoB-SP) e do governador Tarso Genro (PT). Amaury Ribeiro Júnior disse que pensa em lançar o "Privataria 2" e adiantou que seu novo livro vai abordar o envolvimento de estatais no pagamento de campanhas eleitorais, como Furnas, e empresas do setor elétrico, como a Cemig. Também vai se debruçar sobre o movimento de privatização da saúde em vários estados brasileiros, como Paraná, Rio de Janeiro e Pará.
O livro foi lançado no dia 1º de março em Salvador (Bahia). Um debate foi proposto pelo deputado estadual Joseildo Ramos (PT) e reuniu, além do autor do livro, o deputado Protógenes (PcdoB-SP), proponente da CPI da Privataria e Emediato, publisher da Geração Editorial. Na Bahia, dois temas chamaram atenção no livro: A privatização da Coelba e o caso da doação de terrenos na Ilha do Urubu, em Porto Seguro.
'A Privataria Tucana’ foi um dos finalistas 54ª edição do Jabuti, da Câmara Brasileira do Livro, o prêmio mais prestigiado da literatura brasileira, na categoria Reportagem.
Em fevereiro de 2013, Amaury Ribeiro Júnior e a Geração Editorial foram condenados a pagarem R$ 1 mil ao ex-governador José Serra a título de indenização por eventual dano moral e eleitoral pela publicação do livro.

## CPI da Privataria
No dia 15 de dezembro de 2011, o deputado federal Delegado Protógenes Queiroz (PCdoB-SP) conseguiu recolher 185 assinaturas de deputados para a abertura de uma comissão parlamentar de inquérito (CPI). Protógenes disse que a motivação veio do livro do jornalista Amaury Ribeiro Júnior, que o deputado classificou como um "importante documento". O presidente da Câmara dos Deputados, Marco Maia (PT-RS), recebeu um pedido de abertura de (CPI) para investigar o processo de privatizações realizado durante o governo Fernando Henrique, apurar os supostos casos de lavagem de dinheiro e a realização de uma audiência pública para debater as denúncias do livro.
Brizola Neto (PDT-RJ) foi à tribuna da Câmara e pediu ao seu partido mais assinaturas para o pedido de CPI apontando que "No livro, só de documentos, são mais de 100 páginas, que mostram claramente o que aconteceu durante o processo de privatizações do governo FHC" e o deputado federal Ivan Valente (PSOL-SP) pediu a realização de audiências públicas para apurar as denúncias feitas pelo jornalista.
Os deputados Nelson Marchezan Júnior (PSDB-RS), Antônio Imbassahy (PSDB-BA) e Fernando Francischini (PSDB-PR) surpreenderam aos líderes tucanos ao assinarem a CPI da Privataria.
Francischini, apesar do apelo de Fernando Henrique Cardoso para considerarem o livro como uma "coleção de calúnias" e "crime organizado fingindo ser jornalismo", esclareceu sua posição ao Jornal do Brasil, dizendo: "Acho que tudo deve ser investigado e, se as denúncias forem verdadeiras, os culpados devem ser punidos. Se provarem tudo o que estão falando, vou ser o primeiro a pedir punição. Ao mesmo tempo, se elas forem falsas, os responsáveis pelo livro terão que pagar". No dia 16 de dezembro, a presidente do Brasil, Dilma Rousseff afirmou não ter lido o livro e, segundo ela, "CPI é para caso extremo".
Cristine Prestes opinou no dia 2 de janeiro de 2012, no Valor Econômico, que apesar de muitos governistas terem assinado o pedido de CPI, "(…) ainda não se conhece o interesse do governo e do PT na instalação efetiva desta investigação." 

 O desinteresse de ambos na abertura de uma investigação poderia ser explicado pela informação que consta da página 75 do livro: "Os arquivos ocultavam informações capazes de constranger tanto o governo Lula quanto o de FHC".Cristine Prestes 
O deputado Protógenes conseguiu o número de assinatura (186) suficientes para requerer a abertura da CPI. Mas ele disse que "A comissão só será mesmo aberta se houver pressão popular".
No dia 21 de dezembro, Protógenes protocolou o pedido de abertura da CPI da Privataria. Logo depois, a Secretaria Geral da Mesa Diretora da Câmera conferiu as assinaturas dos parlamentares que faziam o pedido e atestou a validade de 185 delas, 14 além da quantia mínima necessária para validar o requerimento. O ex-governador José Serra disse que desconhecia a existência de pedido de CPI na Câmara para investigar veracidade das acusações contidas no livro, no dia 10 de janeiro. Mais tarde, no mesmo dia, ele qualificou como "palhaçada" o pedido de instalação de Comissão Parlamentar de Inquérito.

## Reação no PSDB
O ex-governador José Serra (PSDB-SP) falou que não leu, mas afirma que livro é um "lixo". Ele pediu indenização do jornalista suspensão da circulação da obra. Serra alegou que os documentos utilizados seriam falsos, mas o argumento foi negado pelo relator do caso, desembargador Sandeville.

"(…)Não há qualquer demonstração de que esses documentos tenham sido alterados, de forma que até onde a discussão travada nos autos permite saber são documentos idôneos. Também não há entre esses documentos nenhum que comprovadamente tenha sido fruto da alegada violação de sigilo fiscal de parentes do senador José Serra...A matéria publicada é de interesse público e não há demonstração de ilicitude ou falta de veracidade nas fontes utilizadas" Desembargadores Paulo Alcides, José Roberto Furquim Cabella, Vito Guglielmi e Eduardo Sá Pinto Sandeville
O senador Aécio Neves (PSDB-MG) também classificou a publicação como "literatura menor".
Em uma nota, o ex- presidente, Fernando Henrique Cardoso, no dia 15 de dezembro, disse que o livro "É infâmia!".

(…) quero deixar registrado meu protesto e minha solidariedade às vítimas da infâmia e pedir à direção do PSDB, seus líderes, militantes e simpatizantes que reajam com indignação. Chega de assassinatos morais de inocentes. Se dúvidas houver, e nós não temos, que se apele à Justiça, nunca à infâmia. Fernando Henrique Cardoso
Em nota oficial, o PSDB classificou o livro como "uma leviana tentativa de atribuir irregularidades aos processos de privatização no governo do presidente Fernando Henrique Cardoso e acusa o Partido e os seus líderes de participar de ações criminosas". O partido ainda reforça que as privatizações viabilizaram a modernização da economia brasileira, com investimentos em serviços essenciais e a geração de milhares de empregos, e que todas as privatizações foram auditadas pelo Tribunal de Contas da União, Ministério Público Federal e outros órgãos de controle, onde nenhuma irregularidade foi constatada. Sérgio Guerra, presidente nacional do PSDB, declarou que entraria com um processo contra o jornalista e a editora que publicou a obra, entretanto nenhuma ação foi tomada.
No dia 22 de dezembro, Verônica Allende Serra respondeu às acusações feitas a ela no livro.

"(…) são insinuações e acusações totalmente falsas a meu respeito….se houve qualquer tipo de movimentação ilegal de recursos (…)"não estava envolvida nem remotamente (…) Não fui sócia de Verônica Dantas (…) Não fundamos empresa juntas, nem chegamos a nos conhecer" Verônica Allende Serra 
Sobre as insinuações e acusações que têm sido publicadas e republicadas, na imprensa escrita e eletrônica, ela disse que "Nunca fui ré em processo nem indiciada pela Polícia Federal; fui, isto sim, vítima dos crimes de pessoas hoje indiciadas." A nota de Verônica detalha a sua participação na empresa Decidir, segundo ela, em respeito a todas as normas legais em vigor.
O governador do Estado do Rio, Sérgio Cabral Filho, saiu em defesa de FHC, no dia 30 de dezembro, sobre as denúncias dos desvios bilionários durante o processo de privatização de empresas brasileiras.

"O presidente Fernando Henrique fez muito bem ao Brasil ao abri-lo para investidores nacionais e estrangeiros, ao permitir, no caso da exploração do petróleo e do gás, a entrada de empresas nacionais e multinacionais, acabando com o monopólio da Petrobras, acabando com o monopólio da Telebras (…)"Sérgio Cabral Filho
No dia 3 de dezembro, o presidente nacional do PSDB, deputado federal Sérgio Guerra, que prometeu processar Amaury Ribeiro Júnior, em entrevista à Rádio Folha, afirmou que o livro não passa de um "jogo publicitário" feito pela internet para enfraquecer a grande Imprensa. Disse o tucano que "Isso foi para diminuir o tamanho da imprensa na formação da opinião pública". Sérgio Guerra classificou a publicação de "farsa" repleta de "calúnias", produzida com integrantes e agentes do PT.
O Presidente Nacional do PSDB, Dep. Sérgio Guerra, no dia 1 de fevereiro enviou uma carta para a ministra da Cultura, Ana Maria Buarque de Hollanda repudiando as acusações e insinuações veiculadas pela Revista de História. Ele disse que "o verdadeiro alvo dessa vilania (…) " é o PSDB.

A pretexto de exaltar o livro "A Privataria Tucana", o site da Revista de História, ligada à Biblioteca Nacional, publicou um artigo assinado por um de seus editores, Celso de Castro Barros, atacando o ex-governador e outros "tucanos", não nominados, da forma mais grosseira e descabida. Dep. Sérgio Guerra
Entretanto, em 2016,  foi confirmado que Sérgio Guerra tem contas em empresas offshores no exterior abertas pela companhia panamenha Mossack Fonseca, especializada em camuflar ativos usando companhias sediadas em paraísos fiscais.